# سامسونج جالكسي إس ديوس
سامسونج جالاكسي S ديوس (بالإنجليزية: Samsung Galaxy S Duos)‏ هو هاتف ذكي من سامسونج يعمل بنظام أندرويد، تم طرحه في الأسواق في سبتمبر 2012.

## الخصائص
- نظام التشغيل: أندرويد
- الكاميرا الخلفية: 5 ميجابكسل
- الوزن: 120 غ (4.2 أونصة)
- المعالج: 1 جيجا هرتز
- الذاكرة: 768 ميجابايت
- التخزين: 4 جيجابايت